# Ran Shental
Ran Shental –en hebreo, רן שנטל– (Jaffa, 25 de mayo de 1971) es un deportista israelí que compitió en vela en la clase 470. Ganó una medalla de bronce en el Campeonato Mundial de 470 de 1995, junto con su hermano Nir.

## Palmarés internacional
| \| Campeonato Mundial \| Campeonato Mundial \| Campeonato Mundial \| Campeonato Mundial \| \| Año \| Lugar \| Medalla \| Clase \| \| ------------------ \| ------------------ \| ------------------ \| ------------------ \| \| 1995 \| Toronto (Canadá) \| Medalla de bronce \| 470 \| |                  |                   |       |
| Campeonato Mundial |                  |                   |       |
| Año | Lugar            | Medalla           | Clase |
| 1995 | Toronto (Canadá) | Medalla de bronce | 470   |